# Richecourt (Mosa)
Richecourt és un municipi francès situat al departament del Mosa i a la regió del Gran Est. L'any 2007 tenia 61 habitants.

## Demografia

### Població
El 2007 la població de fet de Richecourt era de 61 persones. Hi havia 20 famílies, de les quals 4 eren unipersonals (4 homes vivint sols), 8 parelles sense fills i 8 parelles amb fills.
La població ha evolucionat segons el següent gràfic:
Habitants censats

### Habitatges
El 2007 hi havia 22 habitatges, 20 eren l'habitatge principal de la família, 1 era una segona residència i 1 estava desocupat. 21 eren cases i 1 era un apartament. Dels 20 habitatges principals, 18 estaven ocupats pels seus propietaris i 2 estaven llogats i ocupats pels llogaters; 1 tenia dues cambres, 1 en tenia tres, 5 en tenien quatre i 14 en tenien cinc o més. 15 habitatges disposaven pel capbaix d'una plaça de pàrquing. A 13 habitatges hi havia un automòbil i a 8 n'hi havia dos o més.

### Piràmide de població
La piràmide de població per edats i sexe el 2009 era:
| Homes | Edats   | Dones |
| ----- | ------- | ----- |
| 0     | 95 o +  | 0     |
| 0     | 90 a 94 | 0     |
| 0     | 85 a 89 | 0     |
| 0     | 80 a 84 | 0     |
| 0     | 75 a 79 | 0     |
| 0     | 70 a 74 | 0     |
| 8     | 65 a 69 | 4     |
| 4     | 60 a 64 | 4     |
| 0     | 55 a 59 | 0     |
| 0     | 50 a 54 | 0     |
| 0     | 45 a 49 | 0     |
| 0     | 40 a 44 | 0     |
| 4     | 35 a 39 | 4     |
| 0     | 30 a 34 | 0     |
| 12    | 25 a 29 | 0     |
| 0     | 20 a 24 | 4     |
| 4     | 15 a 19 | 0     |
| 4     | 10 a 14 | 4     |
| 0     | 5 a 9   | 0     |
| 0     | 0 a 4   | 0     |

## Economia
El 2007 la població en edat de treballar era de 30 persones, 27 eren actives i 3 eren inactives. De les 27 persones actives 24 estaven ocupades (17 homes i 7 dones) i 3 estaven aturades (1 home i 2 dones). De les 3 persones inactives 1 estava jubilada i 2 estaven classificades com a «altres inactius».
Activitats econòmiques
Dels 2 establiments que hi havia el 2007, 1 era d'una empresa de comerç i reparació d'automòbils i 1 d'una empresa d'informació i comunicació.
L'any 2000 a Richecourt hi havia 4 explotacions agrícoles.

## Poblacions més properes
El següent diagrama mostra les poblacions més properes.